# 시마우지나가역
시마우지나가역(일본어: 島氏永駅)은 일본 아이치현 이나자와시와 이치노미야시의 경계에 위치한 나고야 철도 나고야 본선의 철도역이다. 역 번호는 NH 48이며, 상대식 승강장 2면 2선의 구조를 갖춘 지상역이다.

## 타는 곳
| 서측 | ■ 나고야 본선 | 하행 | 이치노미야 · 가사마쓰 · 기후 방면 |
| 동측 | ■ 나고야 본선 | 상행 | 고노미야 · 스카구치 · 나고야 방면 |

## 이용 현황
- 2013년 기준 : 1,815명

## 역 주변
- 이치노미야 지방 종합 도매 시장
- 오오 신사

## 인접 역
| 나고야 철도 나고야 본선      | 나고야 철도 나고야 본선 | 나고야 철도 나고야 본선        |
| ---------------------------- | ----------------------- | ------------------------------ |
| NH 47 고노미야 도요하시 방면 | ■ 나고야 본선           | 묘코지 NH 49 메이테쓰기후 방면 |